# Rustamnagar Sahaspur
Rustamnagar Sahaspur è una suddivisione dell'India, classificata come census town, di 14.198 abitanti, situata nel distretto di Moradabad, nello stato federato dell'Uttar Pradesh.